# Ulrich Detrois
Ulrich Detrois (* 1958 in Kassel), auch bekannt als „Bad Boy Uli“, war der Vizepräsident des Hells-Angel-Charters Kassel. Nach seinem unfreiwilligen Rauswurf 2007 schrieb er zusammen mit Bild-Redakteurin Nicole Biewald das Buch Höllenritt – Ein deutscher Hells Angel packt aus.

## Leben
Ulrich Detrois wuchs in Kassel auf, wo er nach der mittleren Reife eine Ausbildung zum Radio- und Fernsehtechniker abschloss. Mit 18 Jahren ging er zur Bundeswehr und diente im Raketenartillerie-Bataillon in Treysa. Anschließend eröffnete er ein Geschäft für Angelbedarf in Kassel. In den 1980ern verdiente er sein Geld zusätzlich als Drogendealer und als Bordellbesitzer im Rotlichtmilieu der Stadt Kassel. In den 1990ern schloss er sich dem Bones MC an. Nachdem diese in den Hells Angels aufgingen, wurde er 1999 automatisch Hells Angel und gründete einen Charter in Kassel. Er bekleidete dort jahrelang verschiedene Ämter, unter anderem acht Jahre das Amt des Vizepräsidenten. Nach eigenen Angaben wurde er 2007 ohne erkennbaren Grund aus dem Club geworfen. Er und seine Schwester seien daraufhin mit dem Tode bedroht worden.
Nach einem im Sande verlaufenen Prozess gegen seine ehemaligen „Brüder“ (so die Selbstbezeichnung unter den Mitgliedern der Hells Angels) schrieb Detrois zusammen mit Bild-Reporterin Nicole Biewald das Buch Höllenritt – Ein deutscher Hells Angel packt aus. Das Buch erschien im Mai 2010 im Econ Verlag und erreichte am 21. Juni 2010 Platz 2 der Bestsellerliste des Nachrichtenmagazins Der Spiegel. Insgesamt war es 43 Wochen in der Bestsellerliste für Sachbücher im Hardcover und nach Veröffentlichung des Taschenbuchs im August 2011 weitere 14 Wochen in den Top 50 für Taschenbücher. 2011 erschien außerdem eine niederländische Übersetzung des Buches.
2012 veröffentlichte Detrois mit Wir sehen uns in der Hölle: Noch mehr wahre Geschichten von einem deutschen Hells Angel die Fortsetzung seines autobiografischen Romans.

## Auszeichnungen
- 2010 LovelyBooks Leserpreis in der Kategorie Sachbuch/Ratgeber für Höllenritt

## Werke
- Höllenritt. Ein deutscher Hells Angel packt aus. Econ Verlag, München 2010, ISBN 978-3-430-20106-3 (Bearb.: Nicole Biewald).
  - Höllenritt. Ein deutscher Hells Angel packt aus. Erweiterte Ausgabe, 1. Auflage. Ullstein Verlag, Berlin 2011, ISBN 978-3-548-37405-5 (Bearb.: Nicole Biewald; Taschenbuchausgabe).
  - Ik was een Hells Angel / Bad Boy Uli. Boekerij, Amsterdam 2011, ISBN 978-90-225-5950-5 (niederländisch, Bearb.: Nicole Biewald; Übersetzung: René van Veen).
- Wir sehen uns in der Hölle: Noch mehr wahre Geschichten von einem deutschen Hells Angel. Econ Verlag, 2012, ISBN 978-3-430-20151-3.